# Alluaudomyia australiensis
Alluaudomyia australiensis är en tvåvingeart som beskrevs av Debenham 1971. Alluaudomyia australiensis ingår i släktet Alluaudomyia och familjen svidknott. Inga underarter finns listade i Catalogue of Life.